# Картер, Эммануэль
Джозеф Эммануэль Картер (англ. Joseph Emmanuel Carter; 18 декабря 1929 — 21 января 2015, Майами, США) — тринидадский государственный деятель, и. о. президента Тринидада и Тобаго (1990).

## Биография
Окончил Queen’s Royal College на Тринидаде. В 1948 г. поступил на государственную службу.
В 1948 году он стал государственным служащим, работал в подразделении министерства по делам колоний. В 1954 г. был переведен в законодательный департамент, в котором проработал до ухода на пенсию в 1989 г. В том же году был назначен сенатором.
В 1990—1995 гг. — президент Сената Тринидада и Тобаго.
В июле 1990 г. исполнял обязанности президента страны, когда президент Артур Робинсон был взят в заложники во время неудавшегося государственного переворота, который пытались осуществить местные исламисты из группировки «Джамаат аль-Муслимен». В том же году подписал амнистию для участников мятежа, которая после череды судебных разбирательств была признана недействительной.